# 이와데야마정
이와데야마정(岩出山町)은 2006년까지 미야기현 다마쓰쿠리군에 있던 정이다. 현재는 오사키시의 일부이다.  1591년부터 1600년까지 다테 마사무네가 본거지에 삼고 있었다.

## 지리
- 강 : 에아이강, 오야마다강, 우치강
- 산 : 도리야산, 하치가숲

## 역사
- (덴쇼 19년) 1591년 - 다테 마사무네가 요네자와 성에서 본거지를 옮기고 지명을 이와테자와에서 이와데야마로 개칭하였다.
- (게이초 8년) 1603년 - 마사무네가 센다이 성으로 옮기면 마사무네의 넷째 아들 무네타이가 이와데야마 성주가 되고, 이후 막부 말기에 이르기까지 무네타이 가문이 이와데야마를 다스린다(이와데야마 다테씨)
- 1889년 4월 1일 - 정촌제 시행과 함께 이와데야마촌이 정으로 승격해 성립하였다.
- 1954년 4월 1일 - 니시오사키촌, 이치쿠리촌, 마야마촌과 합병해 새로운 이와데야마정이 되었다.
- 2006년 3월 31일 - 나루코정, 후루카와시, 가시마다이정, 산본기정, 마쓰야마정, 다지리정과 합병해 오사키시가 되었다.

## 교통

### 철도
- 리쿠토 선

### 도로
- 국도 47호선
- 국도 108호선
- 국도 457호선

## 유명출신인
- 이토 소이치로(伊東総一郎) - 클레이 사격 선수.바르셀로나 올림픽 애틀랜타 올림픽 일본 대표
- 사사키 토시로(佐左木俊郎) - 작가
- 시도 오이치(宍戸治一) - 프로 농구 선수, 전 U-18 일본 대표 (토야마 그라우지스 소속)
- 나토리 하루나카(名取春仲) - 에도 시대의 천문학자

## 명물
- 술만두 (酒まんじゅう)
- 얼린 두부 (凍み豆腐)
- 오오쿠보노카린토 (大久保のかりんとう)
- 늪새우 (沼えび)
- 소쿠리 (대나무세공) (ざる（竹細工）